# William Rombouts
William Rombouts (ur. 11 maja 1971) – francuski zapaśnik walczący w stylu wolnym. Zajął dziewiąte miejsce na mistrzostwach świata w 1995 i na mistrzostwach Europy w 1993. Mistrz igrzysk śródziemnomorskich w 1993; drugi w 2001 i trzeci w 1997. Brązowy medalista igrzysk frankofońskich w 1994. Trzeci na ME juniorów w 1989. Ośmiokrotny mistrz Francji w latach 1991 - 2004 roku.